# ملا عبدالکریم مسگر
ملا عبدالکریم مسگر مشهور به عمادالاسلام متخلص به مجاهد، عالم دینی عصر مشروطیت و نماینده مردم یزد در نخستین دوره مجلس شورای ملی بود.

## تحصیلات
او تحصیلات خود را در یزد نزد حاج میر سید علی مدرسی لب خندقی و در سامرا نزد میرزای شیرازی گذراند. 

## در مشروطه
در سال‌های مشروطه در یزد با برگزاری جلسات و سخنرانی به حمایت از مشروطیت پرداخت و همین حمایت او از تحولات مشروطیت بود که او را در زمره رجال سیاسی در تهران قرار داد. در زمان هجرت صغری و کبری با همراهی محمدتقی مازار، سید ابوالقاسم شاهزاده فاضلی سعی بر افزایش آگاهی مردم یزد داشتند. عبدالکریم مسگر و محمدتقی مازار در ده نو با تشکیل جلساتی به مخالفت با عملکرد جلال‌الدوله پرداختند و همزمان با تحصن عمومی مردم تهران در سفارتخانه انگلیس با همراهی عده‌ای از مردم در کنسول‌گری و تلگراف خانه متحصن شدند.

## نمایندگی مجلس
عمادالاسلام در نخستین دوره مجلس شورای ملی از حوزه انتخابی یزد به وکالت انتخاب شد. در زمان به توپ بستن مجلس در خانه پنهان شد و پس از آن به یزد بازگشت.

## درگذشت
وی در سال ۱۳۰۲ از دنیا رفت. حاج شیخ علی اکبر سعیدی از نوادگان اوست. مزار او در جوی هر هر (قبرستان جرهر) یزد قرار دارد.